# Консервативно-христианская партия — БНФ
Консервативно-Христианская Партия — БНФ (бел. Кансерватыўна-Хрысціянская Партыя — БНФ) — правая политическая партия в Белоруссии, которая находится в оппозиции к президенту Александру Лукашенко.
Партия была сформирована после раскола одной из основных оппозиционных партий Беларуси — Белорусского Народного Фронта на две партии, который произошёл на VI съезде летом 1999 года. Как и Партия БНФ, КХП-БНФ заявляет о себе как о политической и юридической преемнице «старого» БНФ.
Руководящий орган — Сейм. Лидер партии — Зенон Позняк. Переизбран на пост председателя КХП — БНФ в августе 2011 и июне 2017 годов. С 1996 некоторое время жил в Польше, затем эмигрировал в США, где ему было предоставлено политическое убежище.

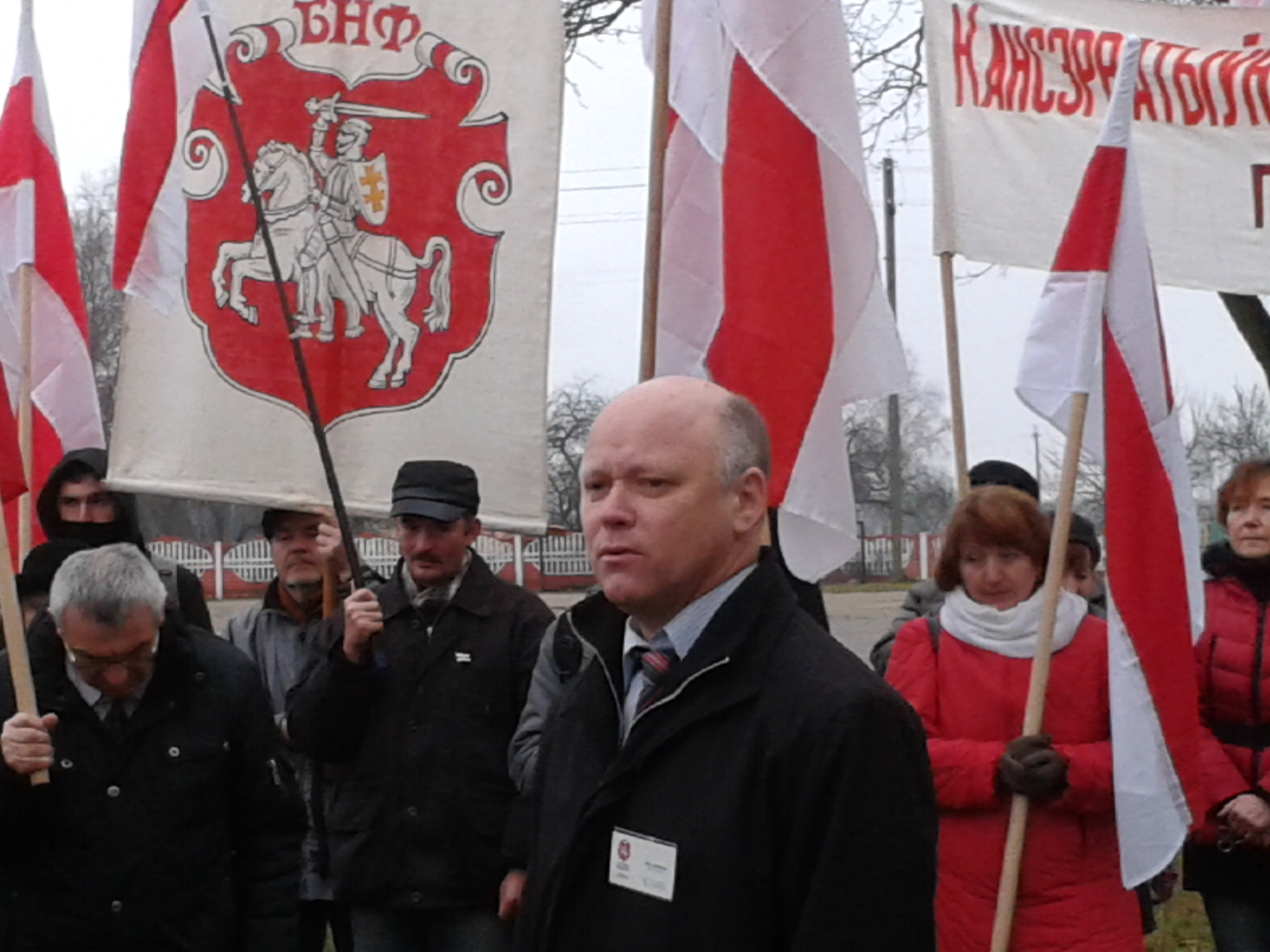
и. о. Главы партии Юрий Беленький

Партия имеет национал-демократическую идеологию. Высшей ценностью КХП БНФ признаёт белорусский народ. Партия выступает за расширение сферы применения белорусского языка, за развитие национальной культуры, за возвращение в качестве государственной символики бело-красно-белого флага и герба «Погоня». Партия выступает за увеличение роли религии в обществе при сохранении свободы совести и вероисповедания, а также за создание автокефальных белорусских церквей. КХП БНФ выступает за построение демократической парламентской республики с выборами Президента парламентом.
В 2006 году Зенон Позняк выдвигался на пост президента, но снял свою кандидатуру на этапе регистрации.
Руководство Консервативно-Христианской Партии БНФ выбрано на VIII-м Съезде партии, который прошёл в Минске 15 декабря 2008 года. Юрий Беленький является исполняющим обязанности председателя КХП БНФ в Беларуси. Его заместитель Сергей Попков. В марте 2020 года Юрий Беленький эмигрировал в США.

## Деятельность
Важнейшей задачей белорусской государственной безопасности и политики по мнению КХП — БНФ должно стать вступление Беларуси в НАТО и нормализация деятельности белорусско-российской границы (то есть введение пограничного и таможенного контроля).
В течение всего своего существования партия находилась в жёсткой оппозиции к действующей власти в Беларуси. Также партия утверждает, что она — единственная истинная преемница народного движения конца 80-х БНФ и не признает «другой» БНФ. Она дистанцируется от остальной части белорусской оппозиции и называет их «сообщниками режима».

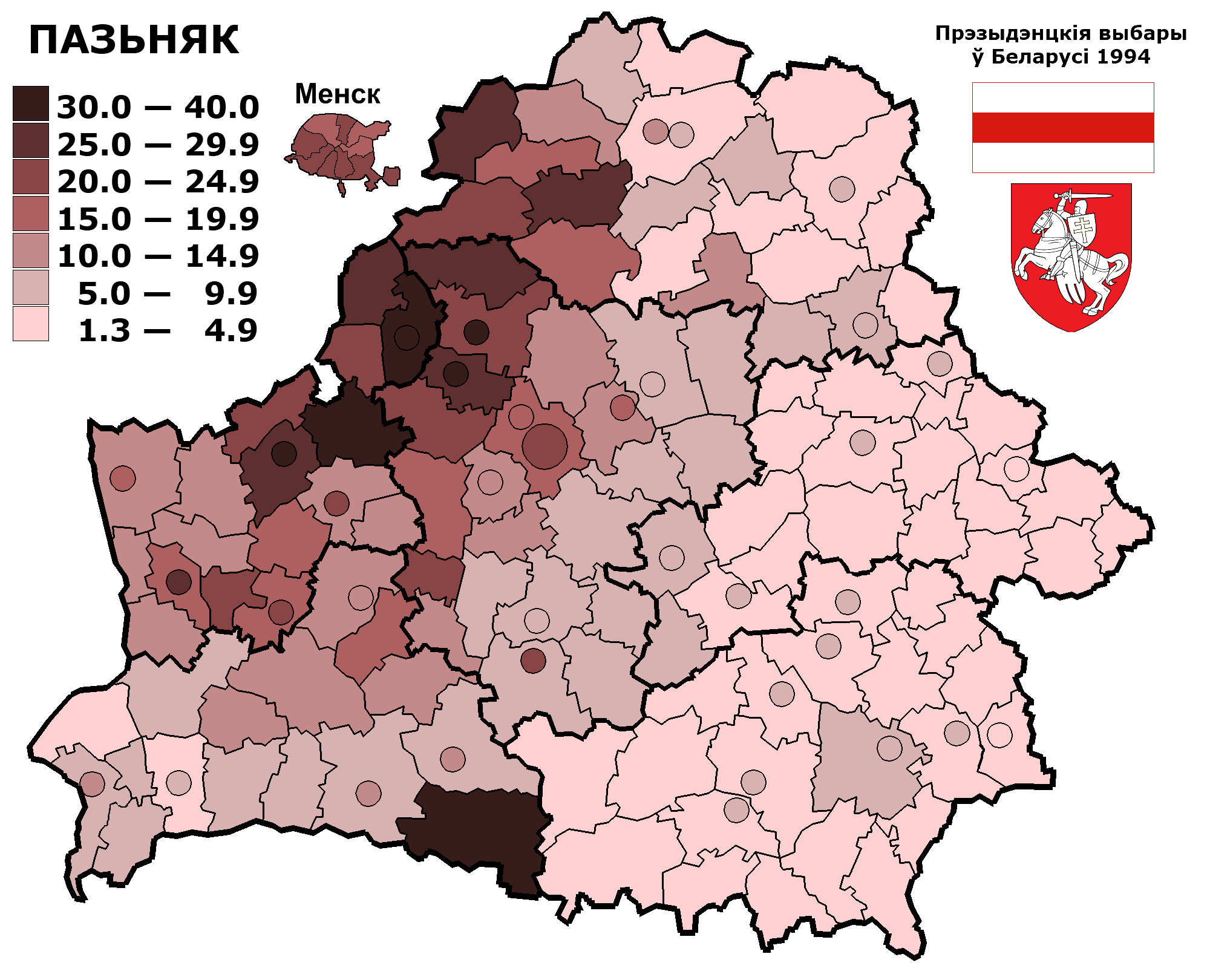
Результаты лидера КХП-БНФ Позняка на выборах Президента Белоруссии 1994 года

Все парламентские выборы (2000, 2004, 2008, 2012, 2016, 2019, 2024) с момента установления режима президента Лукашенко, партией были бойкотированы.
Согласно сайту партии, сейчас она действует как организация Белорусского Освободительного Движения в условиях диктатуры и российской экспансии, борется с промосковским оккупационным антибелорусским режимом.
Партией продвигается идея Балтийско-Черноморского содружества Беларуси, Литвы и Украины. Одной из задач внешней политики также ставится борьба за соблюдение культурных прав белорусского этнического меньшинства за границей.
В июне 2020 года лидер партии Зенон Позняк призвал граждан бойкотировать по его мнению президентские выборы 2020 года как «фальшивое голосование».
В августе 2020 года после того, как по всей Беларуси начались крупные акции протестов, руководство партии сообщило о создании «Белорусского национального секретариата». По заявлениям пресс-службы партии целью секретариата являются анализ, оценка политической ситуации в Беларуси, доклад о вариантах и оптимальных решениях, предложения по организации и развитию движения, поддержки для верховенства закона и национально-демократического развития, действий и мер по устранению антинародных, антидемократических решений белорусского режима. БНС признает исторические национальные государственные символы Беларуси — герб Погоня, бело-красно-белый флаг и гимн БНР, а также выступает за независимость страны, сохранение её культуры и за соблюдение прав и свобод человека. Создана партия будет не на территории Беларуси, а за границей из-за «антибелорусской репрессивной политики авторитарного режима» заявляет пресс-служба партии.

## Акции
18 мая 2001 года на Октябрьскую площадь Минска пришло 30 активистов партии КХП — БНФ, они митинговали против проведения президентом Белоруссии А. Г. Лукашенко Всебелорусского народного собрания. Акция была разогнана ОМОНом. Во время разгона омоновцы хватали людей, избивали, топтали и забрасывали в машины. Одному из лидеров партии Владимиру Юхо были нанесены тяжкие телесные повреждения. В конце 2001 года представители партии попытались собрать подписи за выход Беларуси из Союзного государства, но сделать это им помешала белорусская милиция.
29 сентября 2002 года партия КХП — БНФ провела в Минске несанкционированный митинг в защиту независимости Беларуси. На акции были задержаны четыре ключевые фигуры партии.
Партия активно призывает население Беларуси бойкотировать все парламентские выборы и выборы в местные советы. Проводит митинги с призывами к бойкоту.
В феврале 2013 года партия провела ряд акций протеста в защиту свободы слова.
КХП — БНФ ежегодно проводит акции на поминальные дни «Дзяды», во время которых нередко звучат политические требования. Так на акции 28 октября 2015 года, собравшей от 100 до 400 участников, прозвучали требования освободить политических заключённых и прекратить строительство развлекательного центра рядом с урочищем Куропаты.

## Журнал «Белорусские Ведомости»
Журнал «Белорусские Ведомости» (Часопіс «Беларускія Ведамасьці») начал издаваться в Варшаве летом 1996 года, на польском языке как белорусский бюллетень и приложение при польском еженедельнике «Нове паньство». Первый номер был подготовлен Сергеем Наумчиком и переведён на польский Иоанной Стжэльчик. Следующие три номера готовились Зеноном Позняком и Галиной Ващенко при участии Иоанны Стжэльчик, Сергея Наумчика, Юрий Зенковича. С пятого номера «Белорусские Ведомости» стали выходить по-белорусски как отдельный возрожденческий журнал. (Номера 5, 6, 7 ещё дублировались по-польски в сокращённом варианте.) Отныне «Белорусские Ведомости» неизменно издают Зенон Позняк и Галина Полочанина (Позняк). Постоянно сотрудничает с журналом Валерий Буйвол.